# 谔巴卓哩克图
谔巴卓哩克图（?—?），孛儿只斤氏，汉文史籍译称著力兔，16世纪蒙古右翼鄂尔多斯部領主，吉囊之孙，狼台吉拜桑固尔的儿子。
隆庆五年（1571年），他的叔祖俺答汗与明朝达成封贡协议，明朝封著力兔为指挥佥事。与大哥宾兔在今甘肃省天祝藏族自治县以东的松山驻牧，部众二千五百余人，在庄浪（今甘肃省永登县）与明朝互市。俺答汗去世后，没有人能节制他们兄弟，于是不断与明朝发生军事冲突。万历二十六年（1598年），明朝将领李汶（李旼）、达云夺取松山，著力兔于是率部返回黄河河套地区。其有五子：阿南达和硕齐诺颜、绰克图台吉、阿穆桑台吉、多尔济岱青、图巴札勒丹。